# Amy Locane
Amy Locane est une actrice américaine, née le 19 décembre 1971 à Trenton (New Jersey).

## Biographie
Amy Rose Locane a commencé sa carrière dans des publicités à l'âge de 12 ans. Mais ce n'est qu'en 1984 qu'elle obtenu un rôle régulier dans la série télévisée Spencer. Grâce à sa notoriété, elle incarna des rôles au cinéma notamment face à des acteurs comme Johnny Depp dans Cry-Baby en 1990, Matt Damon et Brendan Fraser dans La Différence (School Ties) en 1992 ou encore Jessica Lange dans Blue Sky en 1994. Elle a également tenu le rôle de Sandy Harling dans 13 épisodes de la première saison de Melrose Place avant de quitter la série.
Elle est diplômée du lycée privé catholique de Villa Victoria Academy, localisé au diocèse catholique romain de Trenton (New Jersey).
Elle mesure 1,68 m.

### Vie privée
Le 23 janvier 2007, à l'âge de 35 ans, elle donna naissance à son premier enfant, Paige Cricket Locane-Bovenizer, fruit de sa relation avec Mark Bovenizer avec qui elle s'est mariée en 2006. Sa seconde fille, Avery Hope Locane-Bovenizer est née le 21 janvier 2009.
Le 27 juin 2010, elle a été impliquée dans un accident de la circulation avec plus de trois fois la limite autorisée d'alcool dans le sang, qui a entraîné la mort d'une passagère dans l'autre véhicule, Helene Seeman, 60 ans et gravement blessé le mari de cette dernière, Fred Seeman. La passagère mourut sous les yeux de son fils, Curtis, qui a couru immédiatement sur les lieux de l'accident lorsqu'il a entendu le choc. L’enquête a mené à son inculpation pour homicide involontaire.
Amy Locane a été reconnue coupable des faits en novembre 2012. En février 2013, une peine de 3 ans de prison ferme a été prononcée à son encontre. Amy Locane a obtenu la liberté conditionnelle le 12 juin 2015 après avoir purgé 2 ans et demi de prison au lieu de 3. Elle affirma que durant ses années de pénitence son mari, Mark, ainsi que ses amis l'ont abandonnée. Elle eut plusieurs propositions pour travailler dans le show business après sa sortie de prison pour reprendre sa carrière d'actrice et notamment l'offre d'une maison d'édition pour l'écriture de son autobiographie, ce qu'elle a décliné pour se consacrer aux autres en les incitant à ne pas conduire alcoolisé au volant et également pour obtenir la garde de ses filles. Cependant, sa peine jugée insuffisante, Fred Seeman a fait appel pour que Amy soit jugée plus sévèrement en insistant sur le fait qu'il a failli succomber de ses blessures et que son fils est toujours traumatisé et souffre toujours autant de la mort de sa mère dont il a été témoin alors qu'il n'était qu'un adolescent et que cette faible peine n'inciterait pas les habitants du New Jersey à rouler sobre. En 2017, les Seeman ont obtenu un règlement de 4,8 millions de dollars dans le cadre d'une poursuite civile. Amy Locane a déboursé 1,5 million de dollars, tandis que Rachel et Carlos Sagebien, hôtes de la fête d'où Amy Locane est partie saoule, ont versé 3,3 millions de dollars.
Elle est rejugée en 2020, et est condamnée à 8 ans de prison.

## Filmographie

### Télévision
- 1984 : Spencer (série) : Andrea Winger
- 1985 : Out of Time (3e épisode de la saison 9 de la série télévisée NBC Special Treat (en)) : Bridget
- 1992 : Melrose Place (série) : Sandy Louise Harling (Saison 1 épisodes 1 à 13)
- 1997 : Ebenezer (téléfilm) : Erica Marlowe

### Cinéma
- 1989 : Le Carrefour des Innocents (Lost Angels) : Cheryl Anderson
- 1990 : Cry-Baby de John Waters : Allison Vernon-Williams
- 1991 : No Secrets : Jennifer
- 1992 : La Différence (School Ties) : Sally Wheeler
- 1994 : Blue Sky : Alex Marshall
- 1994 : Radio Rebels (Airheads) de Michael Lehmann : Kayla
- 1995 : Criminal Hearts : Keli
- 1996 : End of Summer : Alice
- 1996 : État de force : Catherine Wheeler
- 1997 : The Girl Gets Moe de James Bruce : Beth
- 1997 : Obsessions torrides (Going All The Way) : Buddy Porter
- 1997 : Prefontaine : Nancy Alleman
- 1997 : La Légende de la momie (Legend of the Mummy) : Margaret Trelawny
- 1998 : Sales flics (Route 9) : Sally Hogan
- 1998 : Bongwater : Jennifer
- 1998 : Implicated : Ann Campbell
- 1999 : Armés et dangereux (The Heist) : Lucy
- 2002 : Bad Karma : Carly Campbell
- 2003 : La Secrétaire (Secretary) : La sœur de Lee
- 2003 : Mystery Woman (it) de Walter Klenhard : Tracy Stenning
- 2005 : No Way Up (Throttle) : Molly Weaver